# Castilia și León
Castilia și León (în spaniolă Castilla y León) este o comunitate autonomă din Spania, cea mai mare din țară — de fapt chiar cea mai mare subdiviziune din Uniunea Europeană. 
Castilia și León are frontieră la nord cu Asturia și Cantabria, la est cu Țara Bascilor și La Rioja, la sud-est cu comunitatea autonomă Madrid și Castilia-La Mancha, la sud cu Extremadura și la vest cu Portugalia și Galicia.
Castilia și León este compusă din
León: 
- León
- Salamanca
- Zamora.

Castilia:
- Ávila
- Burgos
- Palencia
- Segovia
- Soria
- Valladolid